# Thrypticus cylindricum
Thrypticus cylindricum är en tvåvingeart som först beskrevs av Zetterstedt 1838.  Thrypticus cylindricum ingår i släktet Thrypticus och familjen styltflugor. Inga underarter finns listade i Catalogue of Life.